# Георгий XII
Гео́ргий XII (10 октября 1746 — 28 декабря 1800) — последний царь Картли-Кахетии (11 января 1798 — 28 декабря 1800). Сын царя Ираклия II.

## Биография
В литературе иногда ошибочно именуется Георгием XIII. Вырос при царском дворе.
С 60-х гг. XVIII в. участвовал в государственном управлении. В 1765 году царевич Георгий не поддержал решение отца Ираклия II относительно применения сурового наказания участников заговора против царя, что стало причиной разногласий между отцом и сыном. Масло в огонь начавшегося конфликта подливала царица Дареджан, мачеха царевича Георгия, которая всегда противостояла Георгию XII и стремилась поссорить пасынка со сводными братьями.
В январе 1798 года, когда скончался царь Ираклий II, Георгий XII принял бразды правления. К этому времени он был очень болен.
В его царствование в Картли-Кахети сложилось весьма тяжелое внутреннее и внешнее положение.
Георгий XII заботился о восстановлении Тифлиса, разрушенного иранцами в 1795 году. По его приказу царские чиновники провели перепись населения, и был введен денежный налог на восстановление царских дворцов, однако собранные деньги царь потратил на обустройство церквей. Было начато восстановление типографии.
Георгий XII старался восстановить «Мориге джари» (царская гвардия, охрана) эпохи Ираклия II. Будучи больным, царь все же постарался устранить произвол царевичей и покончить с внутренними врагами, но тщетно.
Боролся против иранских порядков и традиций, насаждаемых захватчиками во времена набегов.
Георгий XII, стремясь к единству грузинского и армянского христианства, внедрил в армянское население православное христианство.

## Георгий XII и его внешняя политика
Во внешней политике Георгий XII придерживался «традиционной» прорусской ориентации. Он просил у России исполнения взятых обязательств по Георгиевскому трактату 1783 г., введения в Грузию русской армии, думая, что с их помощью он сумеет покончить с внутренней смутой и уладить внешнеполитическое положение царства.
Георгий XII просил императора Российской империи принять Грузию (Картли-Кахетинское царство) в подданство России. Он опасался того, что грузинские князья начнут междоусобную борьбу, в результате которой Грузия будет завоёвана Персией. Поэтому Георгий XII хотел, чтобы после его смерти престол занял его сын, Давид XII Георгиевич.

Письмо последнего царя Картли-Кахети Георгия XII своему послу Гарсевану Чавчавадзе от 7 сентября 1799 года: 
«Предоставьте им все мое царство и мое владение, как жертву чистосердечную и праведную и предложите его не только под покровительство высочайшего русского императорского престола, но и предоставьте вполне их власти и попечению, чтобы с этих пор царство картлосианов считалось принадлежащим державе Российской с теми правами, которыми пользуются находящиеся в России другие области». «Не прекращать в доме моем царскаго звания, а допустить царствовать наследственно как это было при предках моих».
В Петербурге грузинское посольство 24 июня 1800 года передало коллегии иностранных дел проект документа о подданстве. Первый пункт гласил: царь Георгий XII «усердно желает с потомством своим, духовенством, вельможами и со всем подвластным ему народом однажды навсегда принять подданство Российской империи, обещаясь свято исполнять все то, что исполняют россияне».
На аудиенции 14 ноября 1800 года граф Ростопчин и С. Л. Лашкарев объявили грузинским послам, что император Павел I, принимает в вечное подданство царя и весь народ грузинский и согласен удовлетворить все просьбы Георгия XII, «но не иначе, как тогда, когда один из посланников отправится обратно в Грузию объявить там царю и народу о согласии русского императора, и когда грузины вторично заявят грамотою о своем желании вступить в подданство России».
Георгию XII было обещано оставить за ним право царя до конца жизни, однако после его смерти русское правительство было намерено утвердить Давида XII Георгиевича генерал-губернатором с титулом царя, а Грузию причислить к числу русских губерний под названием царство Грузинское.

23 ноября 1800 года император отдал рескрипт на имя Георгия XII, о принятии его царства в подданство России, далее он писал: 
«нам изъявленное, приняли мы с высокомонаршим нашим благоволением и удостоев также всемилостливейшей апробации нашей о прошениях ваших к принятию вас в подданство Наше».
Грузинские послы зачитали «просительные пункты», которые объявляли Давида XII временным правителем страны до утверждения его на царство русским императором.

## Георгий XII и упразднение монархии в Картли-Кахети

### Внешнеполитическая обстановка в конце XVIII столетия
Ослабленная внешними и внутренними войнами Турция все ещё не желала примириться с утратой своего влияния в Закавказье, где её место медленно, но неуклонно стала занимать Россия. Турция грозила отомстить Картлийско-Кахетинскому царству за то, что Грузия способствовала осуществлению политических планов России на Ближнем Востоке. Но уже в 1799 году Турция фактически ничего не могла противопоставить военно-политической мощи России.
Более активно боролся за восстановление своего былого влияния в Восточной Грузии Иран. Активное политическое сотрудничество, завязавшееся после Крцанисской битвы между Грузией и Россией, весьма встревожило как правителей Ирана, так и других соперников России на Ближнем Востоке — Англию и Францию.
Между тем, острые политические противоречия между Англией и Францией вынуждали каждую из этих стран склонять Россию на свою сторону; несмотря на то, что ни одно из этих государств не желало успеха России, они из политических соображений не решались открыто препятствовать продвижению русских войск на Востоке. Грузия и вообще все Закавказье находились в центре внимания соперничавших государств. Для всех стало ясно, что в настоящее время все преимущества были на стороне России. Она непосредственно граничила с Закавказьем. Картли-Кахетинское царство признало Россию своим политическим союзником и покровителем. Русским войскам была открыта дорога в Грузию. Великобритания и Франция пытались лишь путём скрытых политических интриг, то с помощью Ирана, то с помощью Турции, помешать продвижению России на Ближний Восток. С этой же целью Великобритания и Франция признали законными притязания Турции и Ирана на господство в странах Закавказья.

### Отношения Георгия XII с русским двором
Восшествие на престол Георгия XII ознаменовалось новым наступлением внутрифеодальной реакции. Братья царя, подстрекаемые их матерью, царицей Дареджан, вынудили больного и слабовольного Георгия XII утвердить порядок престолонаследия, согласно которому престол переходил к старшему в роде. Таким образом, наследником престола становился царевич Юлон, сын Ираклия. Георгий XII вскоре отменил новый порядок престолонаследия. В результате этого между царем и его братьями возникла непримиримая вражда. Вокруг царевичей стали группироваться недовольные Георгием тавады. Царский двор разделился на два лагеря; раскол принял крайне опасный характер в условиях переживаемого страной политического кризиса.
Георгий XII и принявшие его сторону дипломаты здраво оценивали создавшуюся в государстве обстановку; они понимали, что единственным средством для предотвращения в стране междоусобиц является вооруженная помощь со стороны России, в размере, необходимом, чтобы обеспечить внешнюю и внутреннюю безопасность Картлийско-Кахетинского царства. Поскольку в то время Россия проявляла особую заинтересованность в дальнейшей судьбе Грузии, Георгий XII решил настойчиво добиваться от русского правительства выполнения принятых по трактату 1783 г. обязательств.
В апреле 1799 года император Павел I возобновил договор о покровительстве с царем Картли и Кахети, однако русские войска прибыли в Грузию только осенью.
26 ноября 1799 года в Тбилиси вступили русские войска. Георгий XII встретил русские войска в трех километрах от Тбилиси.
В ноте, представленной 24 июня 1800 года грузинским послом в Петербурге, царь Картли и Кахети предлагал сохранить за Картли и Кахети лишь право ограниченного автономного самоуправления при условии сохранения за Георгием XII и его наследниками царского престола. 
Император Павел I принял  предложение Георгия XII.
23 сентября 1800 г. в Тбилиси прибыл ещё один полк русских войск. 7 ноября того же года два русских полка под командованием генерала Лазарева совместно с грузинскими отрядами у селения Какабети, на берегу реки Иори, нанесли жестокое поражение вторгшимся в пределы Грузии отрядам аварского хана, при котором находился другой сын Ираклия, царевич Александр.
В конце 1800 года царь Георгий XII тяжело заболел. Во время его болезни верховная власть постепенно перешла в руки полномочного министра русского правительства при грузинском царе — Коваленского и командующего русскими войсками в Грузии — генерала Лазарева. В это напряжённое время, требовавшее объединения всех живых сил страны, феодалы, группировавшиеся вокруг многочисленных царевичей-претендентов на царский престол, ещё при жизни Георгия XII, начали ожесточенную междоусобную борьбу, ставившую под угрозу существование Картлийско-Кахетинского царства.

### Смерть царя Георгия XII и упразднение Картлийско-Кахетинского царства
Правящие круги Восточногрузинского царства, обращаясь к России с просьбой об увеличении в Грузии контингента русских войск, надеялись с их помощью сохранить свою государственность и суверенные права грузинских царей.
Однако правительство императора Павла I, будучи хорошо осведомленным о междоусобных распрях, разъедавших Восточную Грузию, ждало лишь подходящего момента, чтобы упразднить Картлийско-Кахетинское царство. Благоприятные условия для осуществления замысла русского правительства создались 28 декабря 1800 года — в день кончины последнего царя Восточногрузинского царства — Георгия XII. Он был похоронен в Светицховели.
Смерть царя Георгия XII обострил обстановку в стране. Царица Дареджан и её сыновья категорически отказались признать власть царевича Давида как Давида XII, а также присоединение Грузии к России.
Согласно договору, заключенному между Грузией и Россией, наследовать престол Картлийско-Кахетинского царства должен был сын Георгия, Давид, которого утверждал на царство русский император, но Павел I ещё при жизни Георгия XII принял решение упразднить Картлийско-Кахетинское царство, превратив его в одну из окраинных губерний Российской империи.
Император «для обеспечения спокойствия и безопасности грузинского народа» счел необходимым и возможным упразднить Картли-Кахетское царство и установить новое (русское) правление взамен старого (грузинского). Тем самым был нарушен договор 1783 г. Это было крупное поражение грузинских политиков-прогресситов, поскольку им не удалось сохранить самоуправление грузинского народа хотя бы в форме автономии.
18 января 1801 года в Петербурге и Москве был обнародован манифест Павла I о присоединении Картлийско-Кахетинского царства к России. В середине февраля того же года манифест этот был оглашен и в Тбилиси. 12 марта 1801 года в результате дворцового заговора был убит Павел I. На престол вступил его сын Александр I. Государственный Совет вновь рассмотрел вопрос о присоединении Грузии к России. Учитывая важную роль Восточногрузинского царства как опорной базы России на Ближнем Востоке, Государственный совет решил отменить в Картли и Кахети автономное управление и ввести в присоединенных к России грузинских землях русское управление.
Царские чиновники ещё 24 марта 1801 г. отстранили Давида XII Багратиони, объявленного ими же после смерти Георгия XII «наследником и правителем» грузинского престола. Вместо него «управляющим Грузией» был назначен находившийся здесь командующий русской армией генерал Лазарев. Созданное под его руководством временное правление просуществовало один год.
Тем временем император утвердил положение «об управлении Грузией», согласно которому главнейшей задачей нового правления являлось упрочение позиций самодержавной России в Грузии, присоединение других политических единиц Закавказья, освоение природных богатств Картли-Кахети, оказание ей содействия в развитии торговли, ремесленничества и сельского хозяйства, сбор налогов, соблюдение правопорядка.
12 сентября 1801 года был издан новый императорский манифест о присоединении к России Восточногрузинского царства. В апреле 1802 года этот манифест был обнародован в Тбилиси и других городах Картли и Кахети.
8 мая 1802 в Тбилиси в торжественной обстановке было открыто новое правление — «Верховное правительство Грузии», во главе с «главнокомандующим Грузией» или «главноуправляющим». Его помощником, в основном по гражданским делам, назначался «управляющий Грузией», который ведал также главнейшим из четырёх управлений (экспедиций) — исполнительным управлением. Начальниками и трех остальных управлений назначались русские чиновники, которые общались с местным населением, не владеющим русским языком, через советников из представителей грузинского дворянства. Последние назначались, также судьями в уездах, где начальниками были русские офицеры, именуемые «капитан-исправниками». Старые приставства (самоураво) постепенно уступали место новым уездно-административным единицам. Всю Картли-Кахети разделили на пять уездов: Горийский, Лорийский, Душетский, Телавский и Сигнахский. В каждом уезде имелись свои полиция, суд и прокуратура. Хозяйственными делами уезда ведал казначей. Управление городами было возложено на русских комендантов, помощники которых назначались из представителей грузинского дворянства.

## Семья Георгия XII
Георгий XII был женат дважды.

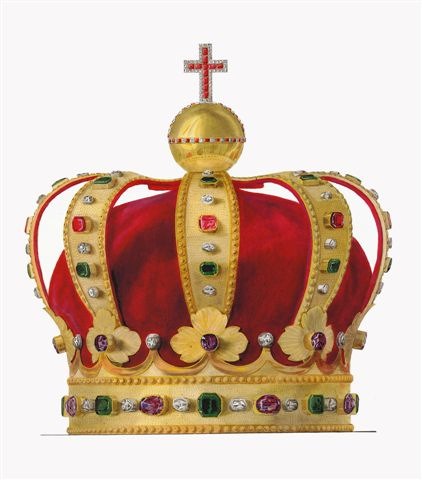
Корона Георгия XII.

- Первой его женой стала княжна Кетеван (1754—23 апреля 1782), дочь князя Папуа Андроникашвили, которая родила ему 12 детей.
- Второй женой царя в 1783 году стала княжна Мариам Георгиевна Цицишвили (1768—30 марта 1850), 11 детей.

Георгий XII был отцом четырнадцати сыновей и девяти дочерей.
Сыновья:
- Давид XII (1767—1819), правитель Грузии с декабря 1800 по июнь 1801 года
- Иоанн (1768—1830), Глава Кахетинского Царского дома (с 1819), поэт, переводчик на грузинский (в том числе Вольтера), автор грузинско-русского словаря, а также учебников по математике и естествознанию.
- Луарсаб (1771— до 1798)
- Баграт (1776—1841)
- Соломон (1780—до 1798)
- Теймураз (1782—1846)
- Мишель (1783—1862)
- Джибраил (1788—1812)
- Элизбар (1790—1854)
- Иосиф (умер до 1798)
- Спиридон (умер до 1798)
- Окропир (1795—1857)
- Симеон (род. в 1796 — умер в младенчестве)
- Ираклий (1799—1859)

Дочери:
- Варвара (1769—1801)
- София (1771—1840)
- Нино (1772—1847), была замужем за владетельным князем Мегрелии Григолом Дадиани
- Саломе (умерла в младенчестве)
- Рипсиме (1776—1847)
- Гайяна (1780—1820)
- Тамара (1788—1850)
- Анна (1789—1796)
- Анна (1800—1850)

Предки